# Nsomeka Planitia
La Nsomeka Planitia è una struttura geologica della superficie di Venere.